# Pherbellia lutheri
Pherbellia lutheri är en tvåvingeart som beskrevs av Rudolf Rozkošný 1982.
Pherbellia lutheri ingår i släktet Pherbellia och familjen kärrflugor. Inga underarter finns listade i Catalogue of Life.